# Abrahel

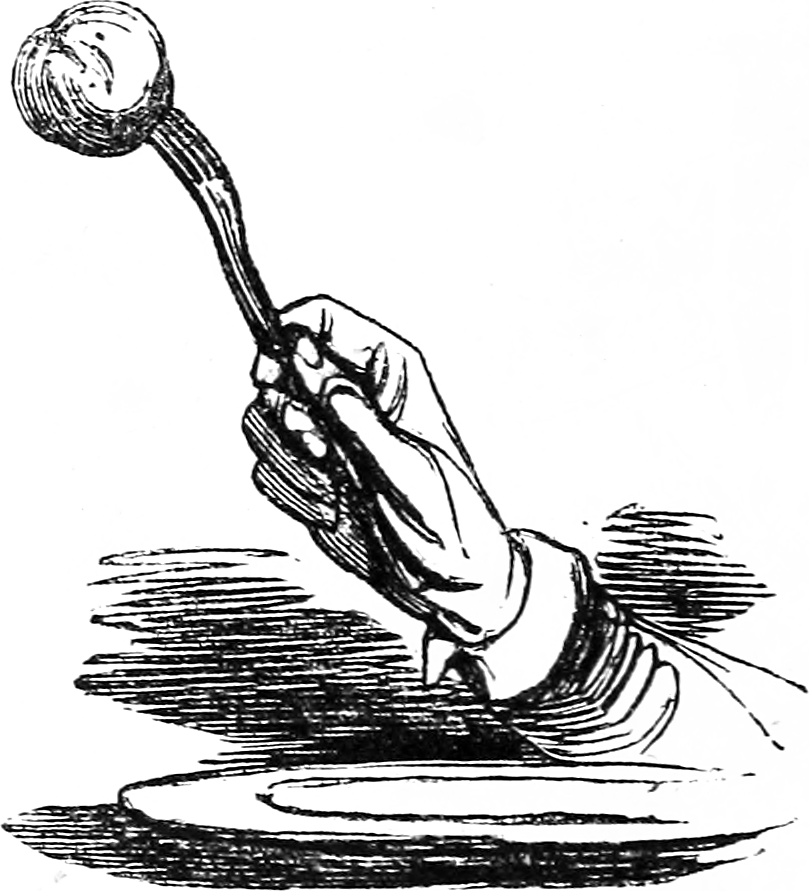
Abrahel

Abrahel es un demonio, cuyas características están asociadas con aquellos espíritus nocturnos denominados súcubos. Su nombre comenzó a adquirir cierta popularidad cuando el demonólogo Nicolás Remy la describió en su Demonolatria (1581). Siempre toma la forma alta y de tristezas en varias formas, pero no puede ocultar completamente su naturaleza demoníaca

## La leyenda del pastor
Según algunos escritos, en 1581 en la aldea de Dalhem un pastor llamado Pierrot, casado y con un hijo, se enamoró de una doncella. Un día que estaba pensando en ella se le apareció Abrahel, prometiéndole que la doncella le haría caso con su ayuda pero a cambio debía darle lo que pidiese. El pastor aceptó la propuesta. Tras conseguir hacerse con el favor de la doncella, el demonio le pidió que le diese la vida de su hijo, lo que este no tuvo más remedio que hacer pese a la desolación que le supuso. Al darse cuenta Pierrot de su complicidad en el tema se desesperó. Abrahel se le apareció de nuevo prometiendo la resurrección del muerto si era adorada como Dios. Así lo hizo Pierrot y adoró a Abrahel con lo que su hijo volvió pero con una semblanza lúgubre. Al año el demonio abandonó el cuerpo del niño que cayó fulminado despidiendo un gran hedor. Fue enterrado de forma oculta  varios lugares

## Música
Desde Finales del año 1997 existe una banda de Black Metal en Barcelona llamada Abrahel. Sus letras están inspiradas en el súcubo y todas ellas cuentan una historia conceptual acerca de ésta criatura a caballo entre lo que se halla escrito sobre el mito y la fantasía.